# Fattorie di Sheb'a

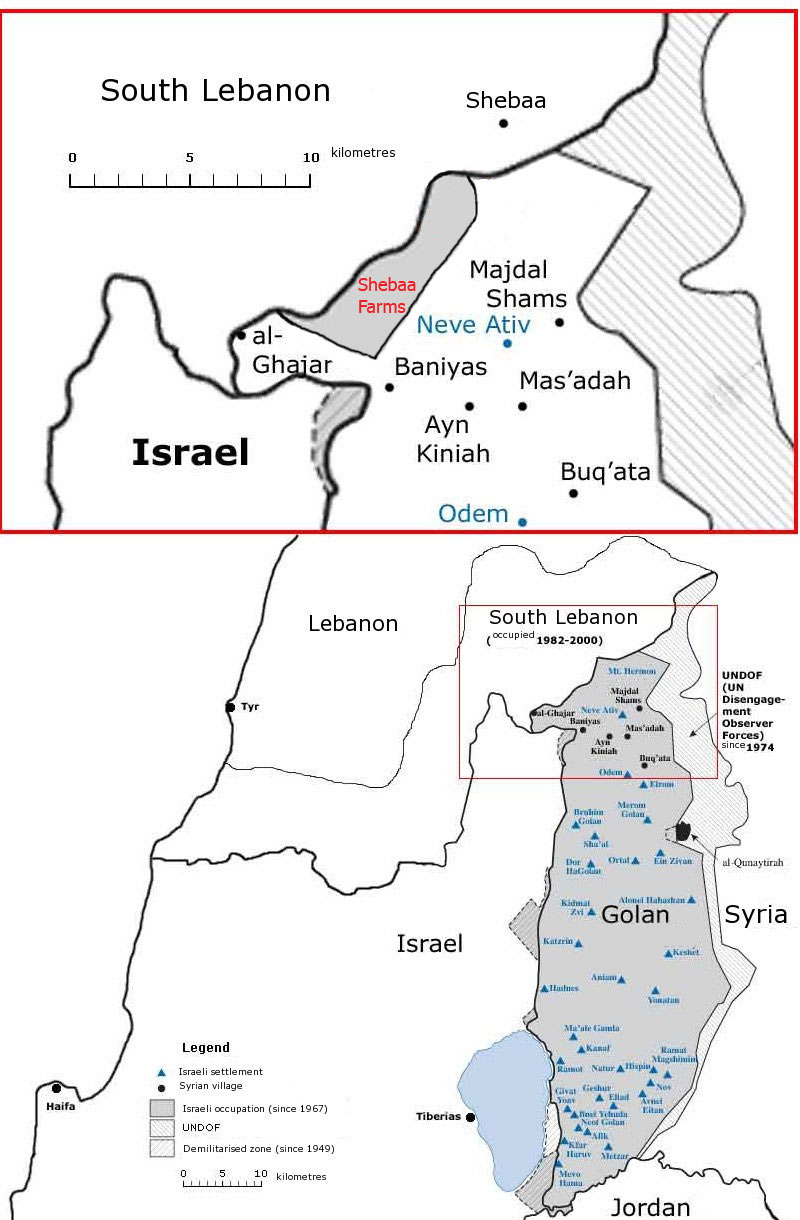
Area delle fattorie di Shebʿā

Le fattorie di Shebʿā (in arabo مزارع شبعا‎?, Mazāriʿ Shibʿā; in ebraico חוות שבעא‎?, Havot Sheba‘a o הר דוב, Har Dov) sono un'area agricola di quattordici fattorie che si trovano a sud di Shebʿā, villaggio libanese sulle pendici occidentali del monte Hermon, punto d'incontro tra i territori di Siria, Libano e Israele. L'area è lunga circa 14 km e larga 2, con altimetria che spazia tra i 400 ed i 2.000 metri. Si tratta di un'area molto fertile, dove vengono coltivati frumento, alberi da frutto ed ortaggi. Il villaggio di Shebʿā, in territorio libanese, non fa parte tuttavia dell'area agricola.
La regione è rimasta sotto controllo israeliano anche dopo il ritiro, effettuato nel 2000, delle forze armate israeliane dal Libano meridionale. Attualmente viene amministrata come parte delle alture del Golan.
I capi dell'Hezbollah ed il governo libanese considerano l'area come parte del Libano. La Siria concorda sul fatto che le fattorie di Sheb'a sono all'interno del territorio libanese. Israele considera l'area come parte delle alture (dunque in regime di occupazione militare). Le mappe utilizzate dalle Nazioni Unite nel delimitare la linea blu non sono in grado di accertare in modo inequivocabile il confine tra Libano e Siria nella zona.
Nel 2006 il diplomatico norvegese e dirigente ONU Terje Roed-Larsen, affermò che "l'ONU ha studiato 81 differenti mappe - incluse russe, francesi, britanniche, libanesi e siriane - e che solo una mostrava 'che le fattorie di Sheb'a hanno qualcosa a che fare con il Libano' ", aggiungendo però che quell'unica mappa era di "discutibile autenticità".

## Storia
Quando Israele occupò illegalmente le alture del Golan alla Siria nel 1967 durante la guerra dei sei giorni, le fattorie di Sheb'a furono considerate come appartenenti al territorio siriano. Il Libano non fu un partecipante attivo nella guerra.
Nel 1981 Israele approvò la legge sulle alture del Golan, ponendo la regione sotto il diritto civile, l'amministrazione e la giurisdizione israeliana. L'ONU con la risoluzione 497, ha definito la decisione israeliana di imporre le sue leggi, la sua amministrazione e la sua giurisdizione sulle alture del Golan "nulla e priva di ogni rilevanza giuridica internazionale". A seguito della guerra del Libano del 1982, Israele occupò la zona meridionale del Libano fino al 2000.
Le polemiche nacquero a seguito del ritiro delle truppe israeliane dai territori occupati dal Libano del Sud il 24 maggio 2000. Il 18 giugno 2000, le Nazioni Unite hanno affermato che Israele ha ritirato le sue forze dal Libano in conformità alla risoluzione 425. Siria e Libano hanno contestato la dichiarazione delle Nazioni Unite secondo la quale il ritiro israeliano dal Libano è stato completato. Hezbollah motiva anche con la perdurante occupazione delle fattorie di Sheb'a la sua belligeranza contro Israele.